# Dayton C. Miller

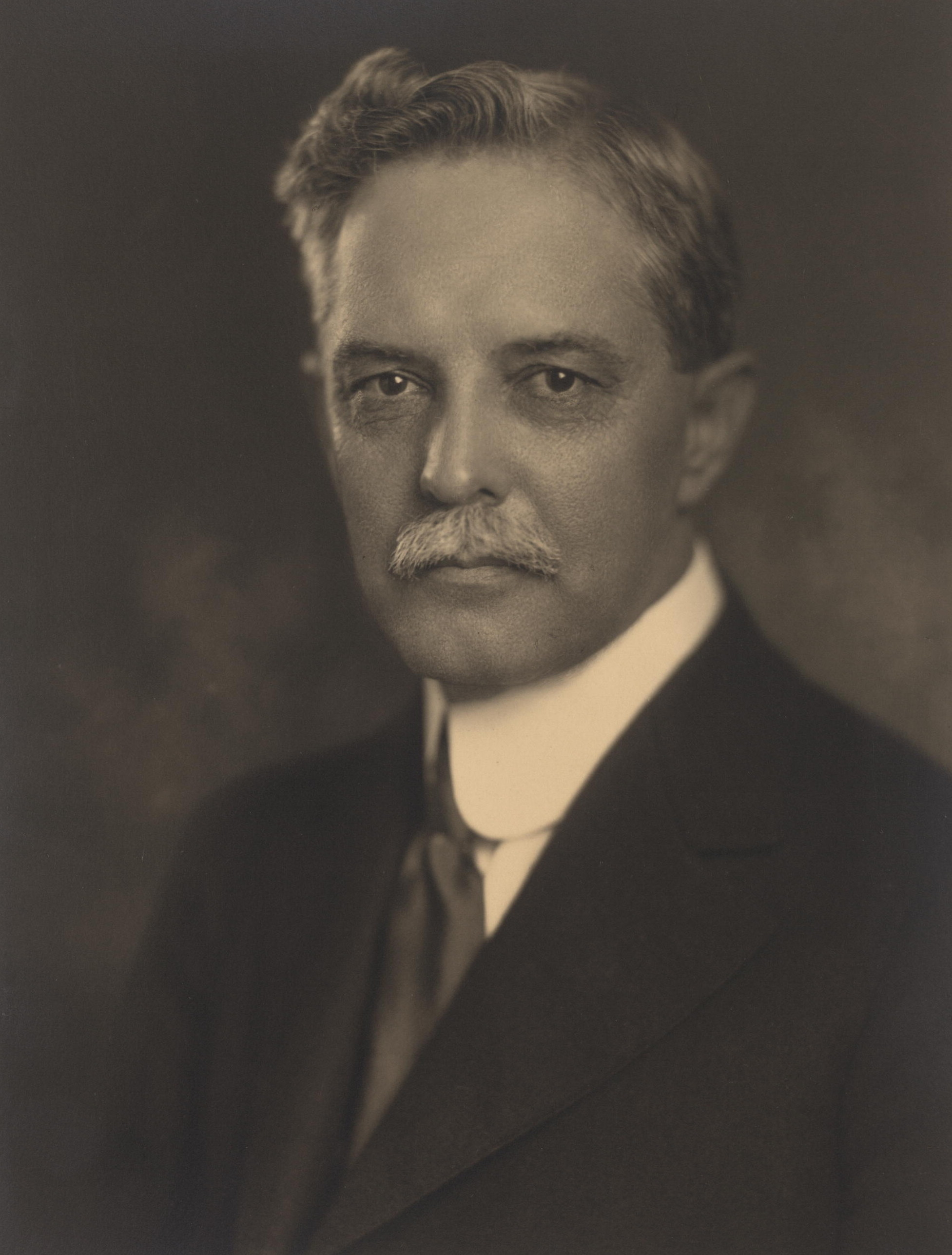
Dayton C. Miller, 1921

Dayton Clarence Miller (* 13. März 1866; † 22. Februar 1941) war ein US-amerikanischer Physiker. 1914 wurde er in die American Academy of Arts and Sciences gewählt, 1919 in die American Philosophical Society und 1921 in die National Academy of Sciences.

## Leben
Dayton C. Miller wurde in Astronomie an der Princeton University promoviert. Ab 1890 arbeitete er an der Case School of Applied Science in Cleveland, Ohio, als Lehrer in Mathematik, Physik und Astronomie. Er freundete sich mit dem wesentlich älteren Edward W. Morley an.
Mit ihm setzte er ab 1900 die Ätherdriftexperimente fort, die Morley zusammen mit Albert A. Michelson 1887 in Cleveland begonnen hatte. Mit eben jenem Interferometer fanden sie 1904 ebenfalls ein Nullresultat. In den folgenden Jahren machte Miller mehr als 200.000 Messungen zu Ätherdriftexperimenten, die teilweise zu kleinen, aber von Null verschiedenen Ergebnissen kamen, so schrieb Miller in Publikationen ab 1926.
Seine Ergebnisse konnten jedoch bei anderen Versuchen nicht reproduziert werden, und zusätzlich wurden seine Messmethoden von Robert S. Shankland und anderen kritisiert. Siehe auch Kritik an der Relativitätstheorie#Experimentelle „Widerlegungen“.

## Musik
Miller beschäftigte sich nicht nur wissenschaftlich, sondern auch als Hobby mit Musik. Er spielte fortgeschritten Flöte und besaß eine Sammlung von mehr als 1.650 Flöten. Diese Sammlung, die außerdem u. a. umfangreiche Literatur und ikonographische Darstellungen mit Bezug zur Flöte enthält, wird heute in der Washingtoner Library of Congress aufbewahrt.
Außerdem erfand er 1908 eine Art Vorläufer des heutigen Oszilloskops, das so genannte Phonodeik.